# Dr. Francia (Asunción)
Dr. Francia es un populoso barrio de la ciudad de Asunción, capital de la República del Paraguay.

## Historia
El barrio debe su nombre al doctor José Gaspar Rodríguez de Francia, prócer de la Independencia y dictador perpetuo de Paraguay.
El poblado se extiende junto con el micro-centro de la capital, ocupando las lomadas conocidas como: Loma San Jerónimo (barrio que lleva el mismo nombre), Loma Clavel (actual Cuerpo de Marina), Lomas Valentina (inicia detrás del Hospital de Clínicas) y Loma Mangrullo (actual parque Carlos Antonio López).

## Características
Lomadas y pendientes convierten al barrio en un terreno muy accidentado.
El uso del suelo es eminentemente habitacional, sin embargo las riberas están ocupadas por astilleros por la Marina y depósitos de combustibles, lo cual deteriora la imagen ribereña y daña el medio ambiente.

## Geografía
Situado en la ciudad de Asunción, capital del Paraguay, en el Departamento Central de la Región Oriental.

## Clima
El promedio anual de precipitaciones es de 1700 mm. Clima subtropical, la temperatura media es de 28 °C en el verano y 17 °C en el invierno. Vientos predominantes del norte y sur.

## Límites
El barrio Doctor Francia limita:
- Al norte con el Río Paraguay.

- Al sur con el barrio Carlos Antonio López.

- Al este con el barrio La Encarnación.

- Al oeste con el barrio San Antonio.

## Superficie
Su extensión es de 1.71 km².

## Hidrografía
Cruzan la zona de Doctor Francia los arroyos Jaén y Jardín, los cuales se constituyen en depósitos de basuras. Los muros de protección construidos, están contribuyendo a mejorar este problema.

## Medios de Comunicación
Las principales vías de comunicación son las avenidas Colón, Carlos Antonio López, Doctor Paiva y Doctor Montero que cuentan con pavimento asfáltico y las calles Guillermo Arias y Doctor Garcete que cuentan con empedrado.
Operan cuatro canales de televisión abiertos y varias empresas que emiten señales por cable. Se conectan con aproximadamente veinte emisoras de radio que transmiten en frecuencias AM y FM. Cuenta con los servicios telefónicos de Copaco y de telefonía celular, además cuenta con varios otros medios de comunicación y a todos los lugares llegan los diarios capitalinos

## Transporte
Las líneas de ómnibus que recorren la zona son:1, 27, 20, 8, Limpio, 45, 25, 28, 39 y 4.

## Población
El barrio cuenta con una población de 12.860 hab. aproximadamente, de los cuales el 48% son hombres y 52% son mujeres. 
La densidad poblacional es de 7.525 habitantes por {\displaystyle km^{2}} aproximadamente.

## Demografía
Existen 2.640 viviendas aproximadamente, la mayoría de ellas,construidas con materiales cocidos. 
Las familias que cuentan con los servicios de energía eléctrica representan un 100%.
Las familias que cuentan con los servicios agua corriente representan un 99%. Las familias que cuentan con los servicios desagüe cloacal representan un 70%.
Las familias que cuentan con los servicios recolección de basura representan un 95%.
La estratificación social es bastante heterogénea, pues la población aledaña al Río Paraguay es de clase baja, hacia el centro de clase media y media baja, y hacia los límites con las avenidas Carlos Antonio López y Colón de clase media alta y media. 
Hay profesionales independientes, empleados públicos y privados, trabajadores informales, comerciantes y otros.
En materia sanitaria el barrio cuenta con centros asistenciales que cubren todas las especialidades médicas y realizan estudios de diagnóstico y tratamientos completos. Otros centros prestan asistencia materno-infantil.
Existen además consultorios médicos privados 
Seis instituciones educativas (dos colegios privados, tres escuelas públicas y una facultad de medicina) cubren la demanda educacional del barrio en el nivel primario, secundario y universitario.

## Principales avenidas y calles
Las principales avenidas son Colón, Carlos Antonio López, Doctor Paiva y Doctor Montero y las calles Guillermo Arias y Doctor Garcete. 

## Instituciones y Organizaciones existentes
Comisiones vecinales
Existen dos comisiones vecinales: 
- Para Todos
- Doctor Francia

Sus objetivos son el mejoramiento del barrio y el hermoseamiento de la plaza Doctor Francia
- Comisión Vecinal Don Bosco (situado por detrás del colegio Monseñor Lasagna)

Otros
- Central Nacional de Trabajadores (CNT)
- Centro Humorista de Comunicación (Revista Barrial)
- Mutual del Hospital de Clínicas
- Liga de Obreros Marítimos
- Sindicato de Trabajadores de FIDESA
- Sindicato del Hospital de Clínicas

## Instituciones No Gubernamentales
Religiosas:
- Iglesia Hermanos Menonitas Príncipe de Paz
- Santuario y Parroquia María Auxiliadora
- Capilla San Jerónimo
- Capilla Stella Maris
- Capilla Inmaculado Corazón de María
- Capilla María Auxiliadora
- Oratorio San Luis Gonzaga

Entidades Sociales:
- Club Dr Gaspar Rodriguez de Francia
- Club Humaitá
- Club Río de la Plata
- Club San Geronimo
- Instituto Paraguayo del Indígena (INDI)
- Sistema Nacional de Televisión – Canal 9 (S.N.T.)

Servicios Sanitarios:
- Clínica de la Comunidad

Educativas:
- Colegio "Dr Jose Gaspar Rodriguez de Francia"
- Colegio Salesiano "Monseñor Lasagna"
- Colegio Salesiano "Santo Domingo Savio"
- Colegio Inmaculado Corazón de María
- Escuela Parroquial "San Vicente de Paúl"
- Universidad Privada del Este
- Centro Educativo IPAC
- UAP - Universidad Autónoma del Paraguay Pierre Fauchard

## Instituciones gubernamentales
Policiales:
- Comisaría N.º 1
- Oficina de Interpol

Servicios sanitarios:
- Hospital de Clínicas
- Hospital militar
- Centro de salud N.º 3

Educativas
- Colegio Dr Gaspar Rodriguez de Francia
- Escuela Graduada N.º 1.034 San Vicente de Paul
- Escuela Graduada N.º 442 Delia Frutos
- Escuela Domingo Savio
- Facultad de Ciencias Médicas de la Universidad Nacional de Asunción

Municipales
Plazas
- Doctor Francia
- Parque Carlos Antonio López

Otros
- Morgue Judicial
- Parada Línea 5 La Chaqueña
- Tercera Compañía Bomberos Sajonia
- Juzgado de Paz San Roque